# Albert Pike
Albert Pike (ur. 29 grudnia 1809 w Bostonie, zm. 2 kwietnia 1891 w Waszyngtonie) – amerykański poeta, dziennikarz, prawnik wojskowy i wolnomularz.

## Życiorys
Był najstarszym z sześciorga dzieci Beniamina Pike’a i Sarah Andrews Pike. W 1833 roku ożenił się z Mary Ann Hamilton, z którą miał dziesięcioro dzieci; 7 z nich nie przeżyło ojca. Uczestniczył w wojnie meksykańsko-amerykańskiej jako kapitan kawalerii. W trakcie wojny secesyjnej dowodził w stopniu generała brygady oddziałami Indian, które wsławiły się aktami okrucieństwa, skalpując przeciwników poległych w bitwie pod Pea Ridge. Pracował najpierw jako nauczyciel, a potem jako adwokat, choć utrzymywał się w dużej mierze z prac dziennikarskich. Dostał się na Harvard, ale nie był się tam w stanie finansowo utrzymać.
Z masonerią był związany od 1850 roku. Został przyjęty do Western Star Lodge nr 2 w Little Rock, otrzymując w ciągu roku wszystkie trzy stopnie świętojańskie. Między 1851 a 1853 r. przyjął wszystkie poboczne stopnie rytu York, piastował również wysokie urzędy w tym rycie oraz w ramach Wielkiej Loży Arkansas. W międzyczasie był również aktywnym działaczem humanitarnego stowarzyszenia „Odd Fellows”, a za namową Alberta Mackeya przystąpił do rytu szkockiego dawnego i uznanego, otrzymując stopnie od 4 do 32. Został włączony do prac komisji przygotowującej nową wersję szkockich rytuałów. Bardzo duża wiedza i aktywność na tym polu otworzyły mu drogę do Rady Najwyższej i w 1857 r. otrzymał 33 stopień, a w dwa lata później wybrano go Suwerennym Wielkim Komandorem Południowej Jurysdykcji RSDiU dla USA, który to urząd piastował aż do swej śmierci. Nowe wersje rytuałów ukazały się w 1868 r. zyskując w szybkim czasie szeroką akceptację i wypierając stare wersje tekstów rytu szkockiego dawnego i uznanego. Oprócz tego w 1872 r. po raz pierwszy wydana została jego praca Morals and Dogma poświęcona studiom i przemyśleniom na temat symboliki poszczególnych stopni tego obrządku.
Albertowi Pike przypisywano opracowanie w latach 1859–1871 planu dla trzech wojen światowych, a także co najmniej dwóch wielkich rewolucji, po których miał zapanować „Nowy Porządek Świata”, wspomniany wcześniej przez założyciela bawarskiego zakonu Iluminatów, Adama Weishaupta.
Poza tym postawiono mu zarzut satanizmu i promowania kultu Lucyfera. Do dziś w literaturze antymasońskiej można znaleźć informację, iż w 1871 roku napisał „podręcznik” dla masonów najwyższego, 33. stopnia wtajemniczenia. Pisał rzekomo w nim: Tłumom musimy powiedzieć: Czcimy jednego Boga, lecz Boga naszego adorujemy bez zabobonu. Wam jednak, suwerennym wielkim instruktorom generalnym, mówimy to, co macie powtarzać braciom 32, 31 i 30 stopnia: Religia wolnomularska, powinna być dla nas wszystkich, którzy jesteśmy wtajemniczonymi najwyższych stopni, utrzymywana w całej czystości swej doktryny lucyferycznej... Tak Lucyfer jest Bogiem: na nieszczęście Adonai (tj. Jehovah, czyli Bóg żydowski) jest także Bogiem. Albowiem według odwiecznego prawa nie istnieje światło bez cienia, ani piękno bez brzydoty, ani biel bez czerni. Absolut może istnieć jedynie pod postacią dwóch bóstw. Czystą i prawdziwą religią filozoficzną jest wiara w Lucyfera.
Istnieje też teza że instrukcja nie ma nic wspólnego z treścią prawdziwych instrukcji dla Rad Najwyższych, które publikowano wielokrotnie w różnych historycznych stadiach i wersjach. Również kultu lucyferiańskiego nie dowodzi ponoć wielokrotnie przytaczany cytat z dzieła Pike’a Morals and Dogma:
Lucyfer, nosiciel światła! Dziwne i tajemnicze imię dla Ducha Ciemności! Lucyfer, Syn Poranka! Czy to on niesie Światło, i swoim splendorem nie do wytrzymania oślepia, słabe, zmysłowe i samolubne Dusze? Nie wątpcie w to!.
Wyrwany z kontekstu i źle interpretowany nie oddaje prawdziwego przesłania i zamysłu autora. Występuje on w rozdziale poświęconym 19 stopniowi rytu szkockiego dawnego i uznanego („Wielki Kapłan”), który bazuje m.in. na wątkach apokaliptycznych. Pike wyraźnie zaznacza przed cytowanym fragmentem, iż Apokalipsa Jana pogardza przepychem i działaniem Lucyfera (despises all the pomps and works of Lucifer). W takim też negatywnym tonie wypowiada się autor Morals and Dogma o Lucyferze, na co wskazuje również wiele innych fragmentów jego sztandarowego dzieła, traktujące o synu jutrzenki jako fałszywym świetle, którego należy się wystrzegać.
Również przynależność Alberta Pike’a do rasistowskiego Ku-Klux-Klanu z braku jednoznacznych dowodów stała się wśród badaczy przedmiotem kontrowersji.